# Салімґарг
Форт Салімґарг (англ. Salimgarh Fort, гінді सलिमगर खिला — «форт Саліма») — фортеця у Делі, збудована в 1546 році, на колишньому острові на річці Ямуна, за наказом султана Саліма Шаха Сурі, сина Шера Шаха Сурі. Влада династії Сурі притрималася до 1555 року, коли могольський імператор Хумаюн відбив місто у султана Сікандера Сурі, останнього правителя династії. Під час могольського панування, до завершення будівництва Червоного форту у 1639 році, у Салімґаргі часто зупинялися могольські імператори. Пізніше імператор Ауранґзеб перетворив форт на в'язницю, ця функція залишилася за фортом і після захоплення Делі британцями.
Зараз форт є частиною комплексу Червоного форту та разом з ним занесений до списку Світової спадщини. Також він знаходиться під охороною Археологічного нагляду Індії (ASl).